# Im Sumpf (Tschechow)

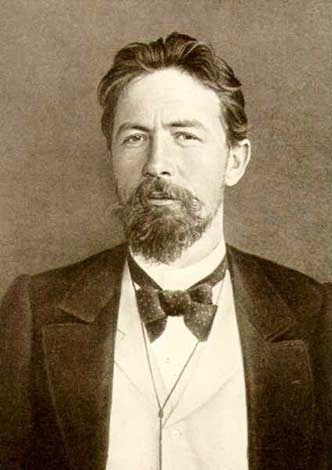
Anton Tschechow

Im Sumpf, auch Im Schlamm (russisch Тина, Tina), ist eine Erzählung des russischen Schriftstellers Anton Tschechow, die am 29. Oktober 1886 in der Sankt Petersburger Zeitung Nowoje wremja erschien.
Wladimir Czumikows Übertragung ins Deutsche kam 1901 bei Diederichs in Leipzig unter dem Titel Im Schlamm heraus. Andere Übersetzungen: 1886 ins Ungarische (A mocsárban), 1896 ins Slowakische (Kaluž), ins Französische (Le bourbier) und 1916 ins Englische (Mire).

## Inhalt
Leutnant Alexander Grigorjewitsch Sokolski will heiraten. Da er noch nicht achtundzwanzig Jahre alt ist, muss er zuvor fünftausend Rubel Kaution hinterlegen. So will es die Dienstvorschrift. In dem Zusammenhang löst er bei der 27-jährigen jüdischen Unternehmerin Susanna Moissejewna einen Wechsel über zweitausenddreihundert Rubel ein. Susanna tut so, als ob sie zahlen wollte, entwendet aber dem Leutnant kurzerhand das Wertpapier. Es kommt zum Handgemenge mit einigen Körperkontakten und Sokolski denkt nicht mehr an seine wartende Braut. Er pfeift auf das Geld und verbringt mit Susanna eine Liebesnacht.
Den Wechsel hatte sich Sokolski von seinem Vetter Alexej Iwanowitsch Krjukow geliehen. Krjukow, der in Susannas Nachbarschaft lebt, fällt am darauffolgenden Morgen aus allen Wolken, als ihm der Cousin den Hergang des Wertpapierverlusts und auch das darauf Folgende kleinlaut gesteht. Nachdem Krjukow den Betrag verschmerzt hat, lacht man über Susanna und ihre in der Gegend bekannten erotischen Abenteuer. Krjukow gibt dem Cousin die fünftausend Rubel in bar und rät dringend zur umgehenden Abreise. Die Braut wartet auf Sokolski. Der Leutnant reist ab. Eine Woche später sucht der verheiratete Krjukow ein ebensolches Abenteuer bei Susanna. Er begibt sich in deren Salon. Wen findet er darin vor? Den Cousin.

## Verfilmung
- 1998, Russland, VID-TV[5] und Tschechow-Kunsttheater Moskau: Tschechow und Company[6], Staffel 8 (russisch) von Sinowi Roisman[7], Dmitri Brusnikin[8] und Alexander Feklistow mit Alexander Arsentjew[9] als Leutnant Sokolski und Jelena Majorowa[10] als Susanna.

## Zeitgenössische Rezeption
- 1889 traf die Schauspielerin Kleopatra Karatygina[11] von Moskauer Maly-Theater Anton Tschechow in Odessa. Er habe beteuert, Susanna sei einer lebenden Frau nachgebildet. Deren Name bleibt allerdings unbekannt.[12]
- Die Kinderbuchautorin Marija Kisselewa[A 1] lehnte die Erzählung in einem Schreiben an Anton Tschechow ab: Er zeige ihr „nur einen einzigen ›Misthaufen‹“. Daraufhin habe sich der Autor in mehreren Antwortbriefen grundsätzlich zum Realismus bekannt. Den Brief Marija Kisselewas und Anton Tschechows Antwort vom 14. Januar 1887 hat Düwel auszugsweise zitiert.[13]

## Deutschsprachige Ausgaben

### Verwendete Ausgabe
- Im Sumpf, S. 234–255 in Gerhard Dick (Hrsg.) und Wolf Düwel (Hrsg.): Anton Tschechow: Das schwedische Zündholz. Kurzgeschichten und frühe Erzählungen. Deutsch von Wolf Düwel. 668 Seiten. Rütten & Loening, Berlin 1965 (1. Aufl.)

## Anmerkung
1. ↑  Marija Kisselewa war Alexei Sergejewitsch Kisselews Ehefrau. Kisselew war der Besitzer des Landguts Babkino (russ. Бабкино) westlich von Moskau. Anton Tschechow lebte dort 1885–1887 (russ. Киселёвы).